# Sorthovedernes Hus (Riga)
Sorthovedernes Hus (lettisk: Melngalvju nams) er en bygning beliggende i den gamle bydel af Riga i Letland. Bygningen blev opført i den første trediedel af det 14. århundrede af Sorthovedernes Kompagni, en forening for ugifte tyske handelsmænd bosiddende i Riga. Større restaurationsarbejder blev udført på bygningen i årene 1580 og 1886, hvor størstedelen af ornamenteringen blev tilføjet. Bygningen blev sønderbombet den 28. juni 1941 af den tyske værnemagt og nedrevet i 1948. Den nuværende bygning er en tro kopi opført i årene fra 1995 til 1999.